# Atheta parvipennis
Atheta parvipennis är en skalbaggsart som beskrevs av Max Bernhauer 1907. Atheta parvipennis ingår i släktet Atheta och familjen kortvingar. Inga underarter finns listade i Catalogue of Life.